# 影牢 〜ダークサイド プリンセス〜
『影牢 〜ダークサイド プリンセス〜』（かげろう 〜ダークサイド プリンセス〜）は、コーエーテクモゲームスより2014年2月27日に発売されたゲームソフト。PlayStation 3・PlayStation Vitaのマルチプラットフォーム。

## 概要
シリーズ伝統のトラップアクションにして悪をプレイするゲーム。『蒼魔灯』や『影牢II -Dark illusion-』では主人公は事情により仕方なく戦っていたが、本作では魔神の娘として躊躇なく人間を殺しにかかるという、原点に立ち戻った設定である。主人公が影牢伝統の罠を駆使して戦い、相手に直接傷を負わせる攻撃手段は一切持っていないのも伝統である。
2015年3月26日には新規シナリオやトラップを追加したバージョンアップ版『影牢 〜もう1人のプリンセス〜』（かげろう 〜もうひとりのプリンセス〜）がPlayStation 3・PlayStation Vita・PlayStation 4の3機種でリリースされた。
前作はポイントでトラップを開放する形式だったが、今回は依頼によってトラップとアビリティが解放される。
また、現代が舞台のステージもある。前作の主人公達が敵として出演する。

## ストーリー

### 影牢 〜ダークサイド プリンセス〜
かつて世界を恐怖で支配していた魔神がいたが、いつしか人間は結束し、魔神は聖者たちによってついに封じられた。

それから3000年後、封印を解くカギを突き止めた魔神は、己の魂を分けた娘レグリナと3つの精神により作り出した3人の下僕を、人間界へ送り込んだ。
みずからを封印から解き放ち、堕落した人類に鉄槌を落とすために。

### もう1人のプリンセス
ヴェルギリエはエフェメラと共に夢の狭間の世界で様々な人間たちや異世界の主人公達に鉄槌を落とす。

## 登場人物
レグリナ
声：斉藤佑圭
本作の主人公。封印された魔神の娘であり、その出自は謎に包まれている。魔神の封印を解く聖言を集めるために、3人のメディウムを伴って人間界に降り立った。感情を表にあらわすことはほとんど無く、トラップを召喚する力を駆使して淡々と人間を始末する。
始末する対象者に対する決め台詞は「後はもう、堕ちるだけよ」。
カエリア
声：庄司宇芽香
華麗の精神から生み出されたメディウム。目的の遂行が最も大切だが、魔神の偉大さを知らしめるために華々しい成果を得ることを好む。使命に関しては芯が強く、プライドを持っており、信念を曲げない。逆に、自分に関することについては一歩引いて控えめ。
ヴェルザ
声：牛田裕子
残虐の精神から生み出されたメディウム。人間は怒りを覚える対象ではあるが、悲鳴をあげさせると楽しいので愛憎半ばしている。悲鳴が聞けそうな局面ではハイテンションだが、 そうでないときはけだるげで鷹揚。
リリア
声：一木千洋
屈辱の精神から生み出されたメディウム。いたずら好きの子供のような性格で、人間のぶざまな姿を見て大笑いするのが大好き。極めて前向きで元気で無邪気で天真爛漫、一片の影も見せない。基本的にいつもノリ重視で行動している。「キュフ」が口癖。レグリナを「ひーさま」と呼ぶ。

### 12聖者の末裔
プロシュライン城の城主
ストーリーモードのOPに登場する騎士で、数代前の先祖が政争に敗れて以来落ちぶれてしまい、世を恨んで生きているだけの人物。名前は作中では明らかにされていない。
ダウ・メニーゲル
声：松原大典
戦場での大敗を機に落ちぶれた傭兵団の団長。「大義」の為に戦うと語るが、それは団員達を操る方便であり、その実態は盗賊と大差ない。その所業からメディウム達から「品が無い」と蔑まれる。
自身が12聖者の末裔であることはおろか、12聖者がどのようなものかであるかさえも全く知らず、自身が所持している聖言も「肌身離さず身に着けている、一族伝来の御守」としか考えていなかった。
ゼノ・シーン
声：宮坂俊蔵
王国騎士団に所属する若手騎士。強い正義感を持っているが、思い込みが激しく独善的。「備えあれば憂いなし」が信条。ゲーム中に表示される職業は「勇者（自称）」。
ガラハ・ベルゴッシュ
声：荒井聡太
第七席国務大臣。現在の地位に納得しておらず、さらなる栄華を求め聖言を巡る策略に加担し、レグリナ達に戦いを挑む。ただし、その策略を進めることが何を意味するかは何も知らない。
ライラ・ガン・フェイコニア
声：金香里
教会のシスターにして異端審問官。普段は温厚な性格だが、愛用のライフルを手に取ると豹変する。
ヴェイル・ブランドー
声：金本涼輔
元没落貴族の暗殺者。物腰は柔らかであるが、暗殺技術は一流の腕。
セリア・メビウス
声：吉川未来
12聖者の中でもっとも世俗との接触を断ってきた一族の出自で、各地を巡る武者修行中の騎士。戦闘中にアーマーブレイクした際に発生するイベントの選択肢でストーリーが分岐する。
セリアの祖先はかつて魔神の側に属していたが魔神の支配を嫌い、最後に人間側に寝返った。このために、魔神は封印される前に、魔神の "娘"、レグリナを作成するためにセリアの始祖の魂の半分を奪った。  フリーゼが他の聖者の末裔を見つけるために秘法を使いセリアを見つけたとき、セリアが他の末裔と異なっていることを知っていた。セリアがレグリナと力を合わせるのを防ぐために、フリーゼは彼女を洗脳し、彼女をフリーゼの忠実な騎士にした。　

イベントで発生する選択肢で「信じる」を選んだ場合
レグリナがセリアを信じた場合は、セリアはレグリナと和解する。 フリーゼとの戦いが終わると、セリアはレグリナが魔神を復活させるかどうか尋ねる。メディウム達は2つの半分の魂に秘法を使って魔神の力を吸収させるよう説得する。セリアとレグレナは、メディウムたちの補佐を受け新たな政府を創り、大多数の市民から支持を得て、レグリナとセリアは堕落した人間や闇の主によってではなく、新しい世界を創する。

イベントで発生する選択肢「信じない」を選んだ場合
レグリナがセリアを信じなかった場合、レグリナはセリアを殺害し、セリアは最後に欠けた魂が戻らなかったことを嘆く。
イヴリン・アノマイラー
声：山中まどか
スタイルが良い美女で、魔術の天才だが、「WM」という通称で呼ばれる、筋金入りの変態でもある。
アルマ・ミュラー
声：前田綾香
鎚を振り回してパワフルに戦う女騎士。テルマとは双子の姉妹で貧しい家庭の生まれ。
テルマ・ミュラー
声：照井春佳
アルマとは双子の姉妹で、こちらは弓での狙撃を得意とする。
アーネスト・ラブ
声：宮崎寛務
飄々とした武人にして国内でも屈指の実力者。一切登場しないシナリオ分岐がある。
ビクトル・ロゴス
声：神島正和
強者と戦うことを望む武神。病に臥せり死にかけていたが、フリーゼとの取引に応じて反魂の術を施され、復活する。
フリーゼ・グレーデン
声：小松由佳
第一席国務大臣。世界統一のための力を魔神から奪うために聖言を狙っている。

### もう1人のプリンセス
ヴェルギリエ
声：前田愛
長い眠りから目覚めたもう1人の魔神の娘。蹴り技を主体としたアビリティが使える。
白昼夢を見て違う世界の人間達と戦うこともある。
エフェメラ
声：鹿野潤
魔神が作った自動人形。ヴェルギリエを補佐する。
冬野かなた
声：？？？
ヴェルギリエの物語で出会う謎の少女。ヴェルギリエとは何らかの関係がある。
ミレニア
声：MiKA
影牢 ～刻命館 真章～のヒロイン。違う時系列の存在として出演する。
レイナ
声：大和田仁美
蒼魔灯のヒロイン。
アリシア
声：前田綾香
影牢II -Dark illusion-のヒロイン。